# Happy Valley (Oregon)
Happy Valley est une ville du comté de Clackamas situé dans l'État de l'Oregon aux États-Unis.

## Histoire
La ville a été fondée en 1851 elle devient une municipalité en 1965.

### Géographie

Situation de la ville d'Happy Valley sur une carte : à droite, situation du comté de Clackamas sur une carte de l'Oregon et à gauche, situation de la ville d'Happy Valley sur une carte du comté de Clackamas

## Gouvernement
Lori Chavez-DeRemer est maire de la ville de 2011 à 2019.

## Source
- (en) Cet article est partiellement ou en totalité issu de l’article de Wikipédia en anglais intitulé « Happy Valley, Oregon » (voir la liste des auteurs).